# Charlie Countryman
Pour plus de détails, voir Fiche technique et Distribution.
Charlie Countryman (The Necessary Death of Charlie Countryman) est une comédie policière américaine de Fredrik Bond (de) sortie en 2013.

## Synopsis
Bouleversé par la mort de sa mère, Charlie Countryman quitte les États-Unis et atterrit dans l’une des villes les plus survoltées d’Europe : Bucarest. En plein deuil, seul parmi des inconnus, entre virées en boîte et trip hallucinogènes, il rencontre la très énigmatique Gabi… et en tombe violemment amoureux. Mais celle-ci est la femme d'un gangster qui va lancer à leurs trousses une horde de tueurs. Gabi tente toutefois de repousser Charlie pour mieux le protéger… Mais rien ne fait entendre raison au jeune homme - pas même la peur de mourir.
Pour Charlie Countryman, cet amour-là vaut tous les sacrifices...

## Fiche technique
- Titre original : The Necessary Death of Charlie Countryman
- Titre français : Charlie Countryman
- Titre québécois : Kill Charlie Countryman
- Réalisation : Fredrik Bond (de)
- Scénario : Matt Drake
- Musique : Moby
- Direction artistique : Joel Collins
- Décors : Adrian Curelea
- Costumes : Jennifer Johnson
- Photographie : Roman Vasyanov
- Montage : Hughes Winborne
- Production : Albert Berger, Craig J. Flores, William Horberg et Ron Yerxa
- Sociétés de production : Bona Fide Productions et Voltage Pictures (en)
- Sociétés de distribution : Voltage Pictures (en) (États-Unis) ;  Marco Polo Production (France)
- Pays de production :  États-Unis
- Langue originale : anglais
- Format : couleur - 2,35:1 - 35 mm - son Dolby Digital
- Genre : comédie dramatique, romantique, thriller
- Durée : 108 minutes
- Dates de sortie[1] : 
  - États-Unis : 21 janvier 2013 (festival du film de Sundance) ; 15 novembre 2013 (sortie limitée)
  - Allemagne : 13 février 2013 (Berlinale)
  - France : 5 septembre 2013 (festival du film américain de Deauville) ; 14 mai 2014[2] (sortie nationale)

## Distribution
- Shia LaBeouf (VF : Jim Redler) : Charlie Countryman
- Mads Mikkelsen (VF : Éric Herson-Macarel) : Nigel
- Evan Rachel Wood : Gabi Banyai
- Rupert Grint (VF : Olivier Martret) : Carl
- Til Schweiger : Darko
- Vincent D'Onofrio : Bill
- Vanessa Kirby : Felicity
- Melissa Leo : Katie, la mère de Charlie
- James Buckley : Luke
- Montserrat Lombard : Madison
- Lachlan Nieboer : Ted
- John Hurt : le narrateur

## Distinctions
- Festival du film de Sundance 2013 : sélection hors compétition « Premieres »
- Festival de Berlin 2013 : sélection officielle
- Festival du cinéma américain de Deauville 2013 : hors compétition, sélection « Premières »